# ゲアリー・タウブス
ゲアリー・タウブス（Gary Taubes, 1956年4月30日 - ）は、アメリカ合衆国の作家、サイエンス・ジャーナリスト。ロバート・ウッド・ジョンソン財団所属の独立調査員。
食事のあり方やダイエットについての著書『Good Calories, Bad Calories』、『Why We Get Fat: And What to Do About It』（邦題：『ヒトはなぜ太るのか？そして、どうすればいいか』：ISBN 978-4895893985）で知られている。イギリスとオーストラリアでは、『Good Calories, Bad Calories』は『The Diet Delusion』というタイトルで出版された 。
「精製された炭水化物を摂取することにより、ホルモンの一種であるインスリンが分泌されて身体に脂肪が蓄積していく」と主張し、炭水化物の摂取を制限する食事法を奨めている。従来から言われ続けてきた、ヒトが太っていくメカニズムとは明確に異なるものである。
2016年には、『The Case Against Sugar』を出版し、炭水化物および砂糖に対する強い批判を展開している。

## 略歴
1956年、ニューヨーク州ロチェスター市に生まれる。ハーヴァード大学で応用物理学を、スタンフォード大学で航空宇宙工学を学び、コロンビア大学でジャーナリズムの修士号を取得する。
1982年、科学雑誌のディスカヴァー誌に所属する記者となり、それ以後、複数の科学雑誌に記事を寄稿している。
もともとの専門は物理学であったが、のちに医学と栄養に関心が移るようになる。
ハーヴァード大学の数学教授、クリフォード・ヘンリー・タウブス(Clifford Henry Taubes)は実兄であり、「ウィリアム・ペチェック」(William Petschek)の名で知られている。

## ニューヨーク・タイムスへの寄稿記事
2002年、タウブスは『What If It's All Been a Big Fat Lie?』（『今まで脂肪に関して言われ続けてきたことが、全部真っ赤なデタラメだったとしたらどうする？』）と題した記事をニューヨーク・タイムズに寄稿した。
この記事を寄稿したのち、炭水化物の摂取制限についての討論でその名を知られるようになった。「低脂肪の食事は健康に有益である」とする従来の通念に疑問を投げかける内容を述べたこの記事は、ロバート・アトキンスが推奨した「アトキンス・ダイエット」を擁護するものと見なされ、大いに物議を醸すことになった。この記事を受けてタウブスを取材し、「タウブスは自身の言葉を誤って解釈していたり、文脈から外れたことを述べている」と不満を口にする学者もいた。タウブスは「ニューヨーク・タイムスが掲載した記事の中でもとりわけ物議を醸すことになるであろうことは分かってはいたが、記事に対する反響に私は驚いている」と述べた。
非営利団体である「公益科学センター」(Center for Science in the Public Interest)は、この記事に反論する内容の通信記事を2002年11月に発表した。心臓病専門医のジョン・W・ファークァーは、「ゲアリー・タウブスは、自分がアトキンス・ダイエットの支持者であるかのように見せかけて、我々を欺いた」と批判した。

## 『Good Calories, Bad Calories』
ゲアリー・タウブスは、牛肉を食べるよう推奨している。牛肉産業に従事しているアマンダ･レイドゥキ(Amanda Radke)は、『ビーフ・デイリー』（『BEEf Daily』）にて「世間一般で言われているような『健康への助言』に反する形で、タンパク質と脂肪を豊富に含む動物性食品を食べるよう奨める人はたくさんいる。ニーナ・タイショーツ(Nina Teicholz)やゲアリー・タウブスのような人たちのように」と書いている。
2007年に出版した『Good Calories, Bad Calories』の中で、「『食べ物に含まれる脂肪分が肥満や心臓病の原因ではないか』という仮説がいつしかドグマ（Dogma, 根拠も証拠も無いのに、世間で「真実だ」と思われていること）と化し、科学的手法が如何に無視されてきたかについては議論の余地は無い、と記している。タウブスが「対立仮説」(The Alternative Hypothesis)と呼ぶものを提示するにあたって、100年以上も前に発表された食事に関する研究データをたくさん引用している。
タウブスによれば、医学界とアメリカ合衆国政府は、前提からして間違っている栄養に関する研究結果を信用したために、彼らが発表した「健康的な食事の模範となるもの」も誤っているという。「現在受け入れられている栄養学の常識とは正反対だが、心臓病、2型糖尿病、肥満、癌、その他多くの『文明社会の病気』の原因は、精製された炭水化物、とくに砂糖にある」と主張している。本書454ページにあるエピローグにて、タウブスは「飽和脂肪酸であろうと不飽和脂肪酸であろうと、食べ物に含まれる脂肪は、慢性疾患とは何の関係も無い」と断じている。
肥満の研究者、ジョージ・A・ブレイ(George A. Bray)は、「この本には有益な情報がたくさん書かれており、大いに読む価値がある」「だが、『太っている人は痩せている人に比べて明らかに沢山食べている』とも書かれている」「著者の結論と、肥満に対する考え方が一致しない」と述べている。
2007年、ニューヨーク・タイムスに所属するジャーナリストのジョン・ティアニー(John Tierney)はタウブスの著書を引用し、ミネソタ大学の生理学者、アンセル・キース(Ancel Keys)による「食事に含まれる脂肪分が肥満や心臓病の原因である」とする主張の影響力について議論している。2001年にコクラン共同計画が行ったメタ分析で、「低脂肪食では死亡率に有意差は見られなかった」とする研究結果に注目したティアニーはタウブスを支持した。ハリエット・ホール(Harriet Hall)は、タウブスを「メタ分析の引用の仕方が恣意的だ」と批判している。

## 『The Case Against Sugar』
2016年、タウブスは『The Case Against Sugar』（『砂糖に対する有罪判決』）を出版した。タウブスはこの本の中で「砂糖は『中毒性の強い薬物の一種』であり、ヒトを肥満にさせるだけでなく、心疾患の原因でもあり、健康を脅かす」と断じている。料理人のダン・バーバー(Dan Barber)はこの本を好意的に評価しており、「挑発的な内容で、それでいてとても詳細な研究が書かれてある」と述べている。フード・ジャーナリストのジョアンナ・ブリスマン(Joannna Blythman)もこの本の内容を称賛しており、「肥満とは、身体がホルモン障害を惹き起こした結果であり、そのスイッチを入れるのは砂糖である、という彼の明確で説得力溢れる主張は、今すぐ世の中に広まる必要がある」と述べている。
医療界における懐疑論者としても知られているハリエット・ホールは「タウブスが砂糖に対して突き付けた証拠は、決定打にはなり得ない」と述べた。
『公衆衛生ジャーナル』(Journal of Public Health)のアルバート・ヤン(Albert Yeung)は、「非常に有益な本ではあるが、その結論は不十分であり、敵対的な性質が強く、バランスの取れた科学的批評にはなっていない」と述べた。

### 砂糖中毒
英語圏においては、『Sugar Addiction』（『砂糖中毒』『砂糖依存症』）という言い方が広まっており、「砂糖に対する欲求や、砂糖を多く含んだものが止められないという砂糖に対する渇望感は、中毒症状の一種であり、その中毒症状を惹き起こすのは砂糖である」という見方が広まっている。アメリカ合衆国の歯科医師ウェストン・プライスは、狩猟採集生活を送っているグループの食生活についての研究をまとめた報告書『食生活と身体の退化―先住民の伝統食と近代食その身体への驚くべき影響』（1939年）の中で、「砂糖を食べるようになってから、虫歯を患ったり、栄養不足に伴う病気が増えた」と述べている。イギリスの生理学者・栄養学者、ジョン・ユドキンは、著書『Pure, White and Deadly』（1972年）の中で、「肥満や心臓病を惹き起こす犯人は砂糖であり、食べ物に含まれる脂肪分は、これらの病気とは何の関係もない」と断じている。ユドキンの主張を支持する者の1人として、カリフォルニア大学の神経内分泌学者、ロバート・ラスティグがおり、カリフォルニア大学が製作・公開したラスティグによる講演『Sugar: The Bitter Truth』の中で、「砂糖は毒物であり、ヒトを肥満にさせ、病気にさせる」「砂糖の含有量が多いものには課税すべきだ」と断じており、著書『Fat Chance』の中でもそのように主張している。

## 『Nutrition Science Initiative』
2012年9月、タウブスは、ピーター・アッティア(Peter Attia)とともに、肥満の問題の解決に向けて「栄養科学研究所」『Nutrition Science Initiative』( NuSI )を起ち上げた。2人は「解決に向けて努力するマンハッタン・プロジェクト」と呼んでいる。
この事業は、血中のインスリン濃度は炭水化物を摂取するせいで急激に上昇する、「炭水化物 - インスリン仮説」モデルの検証の着手が目的であるという。

## 受賞歴
タウブスは、全米サイエンス・ジャーナリスト協会の社会科学ジャーナリズム賞を3度受賞している。1996年から1997年にかけて、別の賞も受賞している(→ 『MIT Knight Science Journalism Fellowship』)。

## 著書
- Taubes, Gary (1993). Bad Science: The Short Life and Weird Times of Cold Fusion. Random House. ISBN 978-0-394-58456-0
- Taubes, Gary (2001). “NUTRITION: The Soft Science of Dietary Fat”. Science 291 (5513):  2536–2545. doi:10.1126/science.291.5513.2536 2017年10月26日閲覧。.[25]
- Taubes, Gary (2007). Good Calories, Bad Calories: Challenging the Conventional Wisdom on Diet, Weight Control, and Disease. Knopf. ISBN 978-1-4000-4078-0 (Also published as The Diet Delusion ISBN 978-0-09-189141-1)
- Taubes, Gary (2010). Why We Get Fat: And What to Do About It（邦題：『ヒトはなぜ太るのか？そして、どうすればいいか』：ISBN 978-4895893985）
- Taubes, Gary (2016). The Case Against Sugar

## 参考
1. ↑  Taubes, Gary (2011年4月3日). “Is Sugar Toxic?”.  The New York Times. 2014年8月9日時点のオリジナルよりアーカイブ。2021年1月26日閲覧。
2. ↑  “Jimmy Moore: Interview with Gary Taubes”. 2008年6月29日閲覧。
3. ↑  Taubes, Gary (2012年6月30日). “What Really Makes Us Fat”. The New York Times
4. 1 2  Bray GA (2008). “Good Calories, Bad Calories by Gary Taubes; New York: AA Knopf”. Obesity Reviews 9 (3):  251. doi:10.1111/j.1467-789X.2008.00476.x.
5. ↑  “Gary Taubes”.   Nutrition Science Initiative (2012年9月). 2019年10月28日時点のオリジナルよりアーカイブ。2019年10月28日閲覧。
6. ↑  
“The Skinny on Author Gary Taubes”. The Washington Post. (2002年8月27日)
7. ↑  “Taubes Receives NAS Award in Mathematics”. American Mathematical Society. 2011年5月19日閲覧。
8. ↑  Taubes, Gary (2002年7月7日). “What If It's All Been a Big Fat Lie?”.  The New York Times. 2019年8月16日時点のオリジナルよりアーカイブ。2019年10月11日閲覧。
9. ↑  “"The Diet Fad of the 21st Century"”.   AtkinsExposed (2004年9月). 2019年10月28日時点のオリジナルよりアーカイブ。2019年10月28日閲覧。
10. 1 2  Martha, Henry (2007年10月). “Inside the Story, Gary Taubes："What if It's All Been a Big Fat Lie?"”.   Knight Science Journalism Fellowship. 2019年10月28日時点のオリジナルよりアーカイブ。2019年10月28日閲覧。
11. 1 2  Liebman, Bonnie (2002年11月1日). “The Truth About the Atkins Diet”.  CSPI Nutrition Action Health Letter. 2019年10月14日閲覧。
12. 1 2  Radke, Amanda (2018年12月2日). “Cowboy Ninja & Beef Checkoff create rancher fitness program”.   Beef Magazine. 2020年3月5日閲覧。
13. ↑  Taubes, Gary (2007). Good Calories, Bad Calories: Google Book Preview, Notes; pages 469 ff. Knopf. pp. 609. ISBN 978-1-4000-3346-1
14. ↑  Tierney, John. (2008年7月21日). “Good News on Saturated Fat”. New York Times
15. ↑  Taubes, Gary (2007). Good Calories, Bad Calories: Google Book Preview, Page 454. Knopf. pp. 609. ISBN 978-1-4000-3346-1
16. ↑  Tierney, John. (2007年10月9日). “Diet and Fat: A Severe Case of Mistaken Consensus”. The New York Times
17. ↑  Hall, Harriet (2011年1月18日). “Why We Get Fat”. Science-Based Medicine 2014年2月28日閲覧。
18. ↑  Barber, Dan (2017年1月2日). “What Not to Eat: ‘The Case Against Sugar'”.  The New York Times. 2019年10月11日閲覧。
19. ↑  Blythman, Joanna (2017年1月2日). “The Case Against Sugar review – an unsweetened attack on diet myths”.   The Gurdian. 2019年10月11日閲覧。
20. ↑  Hall, Harriet (2017年4月25日). “Gary Taubes and the Case Against Sugar”.   sciencebasedmedicine.org. 2019年10月11日閲覧。
21. ↑  
Yeung, Chuen Albert (2018年2月7日). “Book Review: The Case Against Sugar”. academic.oup.com. 2019年10月11日閲覧。
22. ↑  Sugar: The Bitter Truth - YouTube
23. ↑  Husten, Larry (2012年9月12日). “A Manhattan Project To End The Obesity Epidemic”. www.forbes.com.   Forbes. 2018年12月22日閲覧。
24. ↑  Belluz J (2018年2月20日). “We've long blamed carbs for making us fat. What if that's wrong?”.   Vox. 2018年2月20日閲覧。
25. ↑  Taubes,Gary (2001年3月3日). “The Soft Science of Dietary Fat”.   www.sciencemag.org. 2019年10月11日閲覧。